# 니시타마군

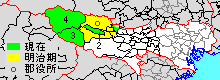
니시타마군의 지도, 노란색은 메이지 시대의 영역, 초록색은 현재 영역

니시타마군(일본어: 西多摩郡)은 도쿄도의 행정 구역이다.
인구 53,501명, 면적 375.86km², 인구밀도 142명/km².(2025년 3월 1일, 추계인구)
이하 3정, 1촌으로 구성된다.
- 미즈호정(瑞穂町)
- 오쿠타마정(奥多摩町)
- 히노데정(日の出町)
- 히노하라촌(檜原村)

## 군역
1878년(메이지 11년)에 행정 구역으로 발족할 당시의 군역은 위 3정 1촌에서 미즈호정의 일부가 제외되며, 아래의 도시 전역을 합친 구역에 해당한다.
- 오메시
- 훗사시
- 아키루노시
- 하무라시

### 인접한 군
출범 당시에 인접한 군은 아래와 같다.
- 가나가와현: 미나미타마군, 기타타마군, 쓰쿠이군
- 사이타마현: 이루마군, 고마군, 지치부군
- 야마나시현: 기타쓰루군

## 역사

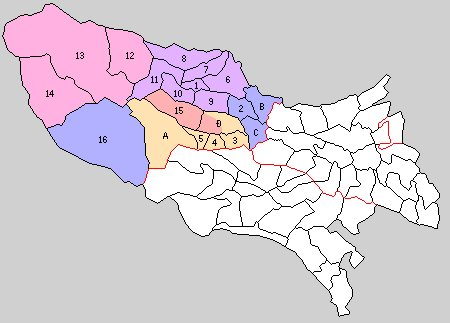
1.오메정 2.니시타마촌 3.히가시아키루촌 4.니시아키루촌 5.마스코촌 6.가스미촌 7.오소키촌 8.나리키촌 9.조후촌 10.요시노촌 11.미타촌 12.고리촌 13.히카와촌 14.오고우치촌 15.오구노촌 16.히노하라촌 A.5정촌 조합(이쓰카이치정 외) B.하코네가사키촌 외 3촌 조합 C.훗사촌 구마가와촌 조합 D.5촌 조합(히라이촌 외) (파랑:합병 없음 보라:오메 노랑:아키루노시 빨강:오쿠타마정 귤색: 히노데정

- 1878년 11월 8일 - 가나가와현 다마군에서 1정 93촌을 분리해 니시타마군이 설치되었다.
- 1889년
  - 3월 31일 - 정촌을 통합해 2정 30촌으로 재편되었다.
    - 오메정(青梅町): 현 오메시
    - 이쓰카이치정(五日市町): 현 아카루노시 (A)
    - 미쓰사토촌(三ッ里村): 현 아카루노시 (A)
    - 메이지촌(明治村):현 아카루노시 (A)
    - 니시타마촌(西多摩村): 현 하무라시
    - 히가시아키루촌(東秋留村): 현 아카루노시
    - 니시아키루촌(西秋留村): 현 아카루노시
    - 마스코촌(増戸村): 현 아카루노시
    - 가스미촌(霞村): 현 오메시
    - 오소키촌(小曽木村): 현 오메시
    - 나리키촌(成木村): 현 오메시
    - 조후촌(調布村): 현 오메시
    - 요시노촌(吉野村): 현 오메시
    - 미타촌(三田村): 현 오메시
    - 고리촌(古里村): 현 오쿠타마정
    - 히카와촌(氷川村): 현 오쿠타마정
    - 오고우치촌(小河内村): 현 오쿠타마정
    - 고미야촌(小宮村): 현 아카루노시 (A)
    - 도쿠라촌(戸倉村): 현 아카루노시 (A)
    - 오구노촌(大久野村): 현 히노데정
    - 히노하라촌(檜原村): 현 히노하라촌
    - 하코네가사키촌(箱根ヶ崎村), 이시하타촌(石畑村), 도노가야촌(殿ヶ谷村): 현 미즈호정 (B)
    - 나가오카촌(長岡村): 현 미즈호정 (B)
    - 훗사촌(福生村), 구마가와촌(熊川村): 현 훗사시 (C)
    - 스가오촌(菅生村), 구사바나촌(草花村), 하라코미야촌(原小宮村), 세도오카촌(瀬戸岡村): 현 아카루노시 (D)
    - 히라이촌(平井村): 현 히노데정 (D)

  - 4월 1일 - 위의 2정 30촌이 정촌제를 시행. 위의 A~D가 정촌조합을 결성.
- 1893년 4월 1일 - 니시타마군이 가나가와현 관할에서 도쿄부 관할로 바뀌었다.
- 1918년 12월 1일 - 이쓰카이치정·미쓰사토촌·메이지촌이 합병하여, 새로운 이쓰카이치정五日市町)이 발족. (2정 28촌)
- 1921년 4월 1일 - 스가오촌·구사바나촌·하라코미야촌·세도오카촌이 합병하여 다사이촌(多西村)이 발족.(2정 25촌)
- 1940년
  - 2월 11일 - 히카와촌이 정제 시행으로 히카와정(氷川町)이 됨. (3정 24촌)
  - 11월 10일(5정 18촌)
    - 훗사촌·구마가와촌이 합병하여  훗사정(福生町)이 발족.
    - 하코네가사키촌·이시하타촌·도노가야촌·나가오카촌이 합병하여 미즈호정(瑞穂町)이 발족.
- 1943년 7월 1일 - 도쿄도제가 시행되어 도쿄도 관할이 됨.
- 1951년 4월 1일 - 오메정·가스미촌·조후촌이 합쳐져 오메시(青梅市)가 발족, 군에서 이탈. (4정 16촌)
- 1955년
  - 4월 1일 (5정 4촌)
    - 히가시아키루촌·니시아키루촌·다사이촌이 합병하여 아키타정(秋多町)이 발족.
    - 이쓰카이치정·마스코촌·도쿠라촌·고미야촌이 합병하여 새로이 이쓰카이치정(五日市町)이 발족.
    - 히카루정·고리촌·오고우치촌이 합병하여 오쿠타마정(奥多摩町が)이 발족.
    - 오소키촌·나리키촌·요시노촌·미타촌이 오메시에 편입.

  - 6월 1일 - 오구노촌·히라이촌이 합쳐져 히노데촌(日の出村)이 발족. (5정 3촌)
- 1956년 10월 1일 - 니시타마촌이 정으로 승격되면서 하무라정(羽村町)으로 개칭. (6정 2촌)
- 1958년 10월 15일 - 사이타마현 이루마군 모토사야마촌의 일부가 미즈호정에 편입.
- 1970년 7월 1일 - 훗사정이 시제 시행으로 훗사시(福生市)가 되어, 군에서 이탈. (5정 2촌)
- 1972년 5월 5일 - 이키타정이 시제 시행과 개칭으로 아키가와시(秋川市)가 되어, 군에서 이탈. (4정 2촌)
- 1974년 6월 1일 - 히노데촌이 정제 시행으로 히노데정(日の出町)이 됨. (5정 1촌)
- 1991년 11월 1일 - 히무라정이 시제 시행으로 하무라시(羽村市)가 되어, 군에서 이탈. (4정 1촌)
- 1995년(平成7年)9월 1일 - 이치가이치정이 아키가와시와 합병하여 아키루노시(あきる野市)가 발족, 군에서 이탈. (3정 1촌)

## 같이 보기
- 다마 지역
- 다마군
- 히가시타마군
- 미나미타마군
- 기타타마군